# Axminster
Axminster è una piccola città della contea del Devon (Gran Bretagna) la cittadina sorge sulla riva sinistra del fiume Axe ed ha una popolazione di circa 6 000 abitanti.
La città è conosciuta per i ben conservati resti di un monastero del XII secolo mentre divenne celeberrima nel XVIII secolo per l'apertura di una industria, fondata nel 1755, che produceva tappeti tessuti a mano, imitanti quelli di Smirne.
Oggi la città è sede di industrie siderurgiche.
Qua nacque il geologo William Buckland.
Non lo si deve confondere con Exminster, altra piccola città nella stessa contea.

## Amministrazione

### Gemellaggi
- Douvres-la-Délivrande, Francia